# Sunnylvsfjord
Der Sunnylvsfjord ist ein norwegischer Fjord auf dem Gebiet von Stranda und Norddal in der Provinz Møre og Romsdal. Es handelt sich dabei um eine der am weitesten im Landesinneren gelegenen Verzweigungen des Storfjords mit ungefähr 26 Kilometern Länge.

## Daten zum Fjord

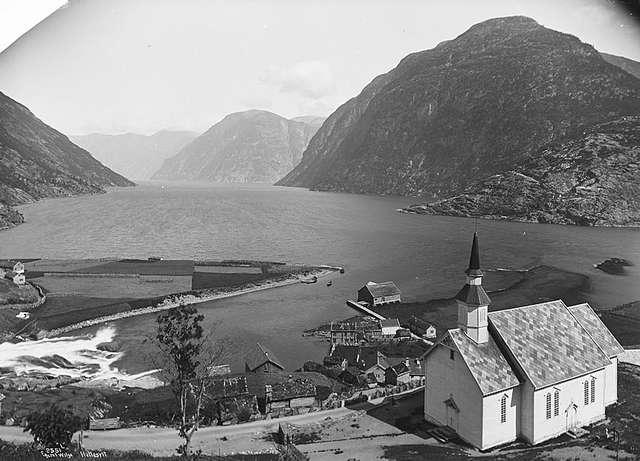
Blick von Hellesylt auf den Fjord Ende des 19. Jahrhunderts.

Die Breite des Fjords beträgt 600–2000 Meter, die maximale Tiefe liegt bei 452 Metern, westlich von Srenakken an der Mündung des Fjords. Östlich von Hellesylt beginnt der Geirangerfjord, einer der bekanntesten Fjorde des Landes. An der Nordküste des Fjords befindet sich der historische Bauernhof von Me-Åkernes, wo sich auch die heute nicht mehr bewohnte Siedlung Sunnylven befand.